# Vulcão Amazonas
O Vulcão Amazonas está localizado na região de Uatumã, no estado do Pará, Brasil. Este vulcão é considerado o mais antigo do mundo, descoberto em 2002, com 1,9 bi de anos e um diâmetro de aproximadamente 22 km. Durante suas erupções, seu cone chegou a ter 400 metros de altura, mas atualmente está inativo.
Pesquisas realizadas por universidades Brasileiras dão conta que há também na região, que antes contava com atividade vulcânica constante, a presença de metais preciosos, como ouro.